# Герб Іршавського району
Герб Іршáвського райо́ну — офіційний символ Іршавського району Закарпатської області, затверджений рішенням сесії районної ради 28 серпня 2007 року. Він є символом, що відображає історію й геральдичні традиції території сучасної Іршавщини.
Автор герба — Святослав Симканинець.

## Опис
Герб району є щит іспанської форми, у центрі якого міститься малий щит новофранцузької форми, де у срібному полі (колір чистоти) зображений ведмідь — символ належності Іршавського району до Закарпатської області.
Поле іспанського щита розділено на 4 частини. У верхній частині правої геральдичної сторони щита, на синьому полі зображено зелене (колір свободи) гроно винограду, що символізує рукотворне багатство краю. Кількість зерен у гроні (47) символізує кількість населених пунктів району.
Нижче — на червоному полі розташовано зображення дубової гілки з жолудем (символізує ліси району).
У верхній частині лівої сторони щита знаходиться зображення двох риб, які символізують дві найбільші річки краю (Боржава та Іршавка).
Нижче, — на синьому фоні зображено гірського козла, що є символом гір. По контуру щита проходить золота смуга (колір віри та справедливості).